# Werder, Etiopia
Werder este un oraș din Etiopia. În 2005 avea 18.357 de locuitori.